# Karaka
Karáka (portugalsko nau, špansko nao, kar oboje pomeni ladja, iz arabskega in nato grškega starogrško κέρκουρος: kérkouros, kar pomeni splav ali vlek), portugalska in španska trgovska jadrnica s tremi ali štirimi jambori, ki so jo v 15. stoletju razvili Portugalci za plovbo po Atlantiku. Merila je do 40 metrov in imela izpodriv do 900 ton. Imela je visoko nadgrajeno zaobljeno krmo, prednji in zadnji krov in na premcu poševnik. Na prednjem in glavnem jamboru je imela pravokotna jadra, na poševniku in krmnem jamboru pa trikotna latinska jadra.
Karaka je bila prva evropska ladja, ki je bila primerna za plovbo po oceanu. Bila je dovolj velika in zato stabilna na viharnem morju in dovolj prostorna, da je vkrcala zaloge za dolgo plovbo in nekaj koristnega tovora.

## Nastanek
Na Atlantiku, pa tudi v Sredozemlju, so se vse do poznega srednjega veka uporabljale predvsem koge ali kogam podobne jadrnice z dvema jamboroma. Na Sredozemlju so bile najbolj razširjene galeje, ki so tudi imele dva jambora. Ti in podobni tipi ladij so bili dobro znani tako portugalskim pomorščakom kot ladjedelcem. Ko so začeli Portugalci v 15. stoletju svoje raziskave in trgovino ob afriški atlantski obali širiti vedno bolj proti jugu, so za to potrebovali večje in bolj dovršene ladje. Združili in prilagodili so značilnosti do takrat znanih ladij, ki so plule po Sredozemlju in Atlantiku in nastala je karaka.

## Prednosti
Karaka je bila zelo primerna za plovbo na odprtem morju in so jo zato imenovali tudi »popolna transportna ladja«. 
- Imela je dovolj prostora za posadko, zaloge in tovor.
- Bila je dobro pripravljena na napade manjših plovil, ki so bili v Vzhodni Indiji zelo pogosti.
- S seboj je lahko vozila tovor in zaloge za posadko, zato je bila po poti neodvisna od pristanišč. Lahko je plula dlje od obale in po bolj ugodnih plovnih poteh.
- S kombiniranjem jader na štirih jamborih je bila zelo prilagodljiva: velika pravokotna jadra so ji dajala veliko hitrost, med viharjem pa so jih lahko skrajšali. Manjša jadra na premcu in krmi so bila zelo primerna za manevriranje, trikotna latinska jadra pa za plovbo v veter.
- Stabilen krov je omogočal namestitev topov, kar je iz ladje naredilo učinkovito topovnjačo. To je Portugalcem še kako pomagalo pri pogajanjih z nepokornimi vladarji in v borbi s pirati.

Velikost ladje je imela tudi svoje slabosti, ker se je v močnem vetru zlahka prevrnila.

## Slavne karake
- Great Michael, škotska ladja, ki je bila takrat, ko je bila zgrajena, največja na svetu.
- Mary Rose in Henri Grâce à Dieu, ki sta bila zgrajeni po naročilu Henrika VIII. in so ju pogosto imenovali kar »veliki ladji«.
- Grace Dieu, zgrajena leta 1418, poveljniška ladja Henrika V.
- Santa Catarina Do Monte Sinai, vojna ladja, ki so jo za Portugalce zgradili v Indiji.
- Santa Anna, zelo moderno oblikovana ladja, ki je bila zgrajena leta 1522 za malteške viteze in je zaslovela zaradi uspehov v bojih proti Osmanskemu cesarstvu.
- Madre de Deus, ki jo je leta 1592 zasegla angleška Kraljeva vojna mornarica pred otokom Flores in je prevažala izredno dragocen tovor.
- Santa Catarina, ki jo je leta 1603 pred Singapurjem zasegla Nizozemska vzhodnoindijska družba.
- Santa María, s katero je Krištof Kolumb leta 1492 odplul v Ameriko.
- Santo António, osebna last kralja Janeza Portugalskega, ki je leta 1527 nasedla v zalivu Gunwalloe (Cornwall, Anglija). Reševanje njenega tovora bi skoraj povzročilo vojno med Britanijo in Portugalsko.
- Victoria, prva znana ladja, ki je obplula svet. 11. avgusta 1519 je iz Sevilje izplulo pet ladij s kapitanoma Ferdinandom Magellanom in Juanom Sebastiánom El Canom in 243 mornarji. 8. septembra 1522 se je vrnila samo Victoria z 18 preživelimi mornarji.

## Karake v Aziji
Približno leta 1515 so iz Lizbone proti Goi v Indiji izplule tri ali štiri karake s tovorom srebra, da bi ga zamenjale za bombaž in začimbe. Ena od teh ladij je odplula naprej na Kitajsko, da bi srebro zamenjala za svilo. 
Leta 1557 je Portugalska zasedla Macao in Kitajska jo je uradno priznala za svojo trgovsko partnerico. Portugalska je začela iz Macaa prodirati proti Japonski in dobila izključno pravico do ene karake tovora letno. Trgovanje se je z nekaj prekinitvami nadaljevalo do leta 1638, potem pa ga je Japonska prepovedala, ker so začeli na Japonsko tihotapiti katoliške duhovnike. 
V 16. stoletju so se iz karake razvil galeoni.

## Sklic
1. ↑  »karaka«. SSKJ. 30. junij 2011. Pridobljeno 8. maja 2012.

## Vira
- Opća enciklopedija JLZ, IV, Iz-Kzy, 269, Zagreb, 1978
- Kirsch, Peter, The Galleon (1990), Conway Maritime Press, ISBN 0-85177-546-2